# Навоїйська ТЕС
Навоїйська ТЕС — теплова електростанція в Узбекистані.
Введення потужностей конденсаційної ТЕС тривало з 1963 по 1981 роки, при цьому на початковому етапі електростанція належала до Навоїйського гірничо-металургійного комбінату, проте вже у 1965-му була виведена з його складу. В межах проєкту на майданчику ТЕС запустили:
- у 1963-му два парові котли від Таганрозького котельного заводу типу ТГМ-151 (станційні номери 1 та 2) продуктивністю по 220 тонн пари на годину та дві парові турбіни від Уральського турбінного заводу типу ВПТ-24-4 потужністю по 25 МВт (станційні номери 1 та 2);
- у 1964 та 1965 роках два енергоблоки з паровими котлами від Таганрозького котельного заводу типу ТГМ-94 (номери 3 та 4) продуктивністю по 500 тонн пари на годину паровими турбінами від Харківського турбогенераторного заводу типу ПВК-150 (номери 3 та 4) потужністю по 150 МВт;
- у 1966 та 1967 роках три парові котли типу ТГМ-84 (номери 5—7) продуктивністю по 420 тонн пари на годину та три парові турбіни від Ленінградського металічного заводу — дві типу Р-50-130 потужністю по 50 МВт (номери 5 та 7) і одну типу ПТ-60-130 потужністю 60 МВт (номер 6);
- у 1968 енергоблок з паровим котлом від Таганрозького котельного заводу типу ТГМ-94 (номер 8) продуктивністю 500 тонн пари на годину та паровою турбіною Харківського турбогенераторного заводу типу ПВК-160 потужністю по 160 МВт (номер 8);
- у 1969 енергоблок з паровим котлом від Таганрозького котельного заводу типу ТГМ-94 (номер 9) продуктивністю 500 тонн пари на годину та паровою турбіною Харківського турбогенераторного заводу типу К-160-130 потужністю по 160 МВт (номер 9);
- у 1972-му паровий котел типу ТГМ-84 (номер 10) продуктивністю 420 тонн пари на годину;
- у 1980 та 1981 роках два енергоблоки з паровими котлами від Таганрозького котельного заводу типу ТГМЕ-206 (номери 11 та 12) продуктивністю по 670 тонн пари на годину паровими турбінами від Ленінградського металічного заводу типу К-210-130 (номери 11 та 12) потужністю по 210 МВт.
Крім того, в якийсь момент для покриття пікових теплових навантажень встановили водогрійний котел типу КВГМ-100 продуктивністю 100 Гкал/год.
Таким чином, загальна потужність ТЕС сягнула 1250 МВт. Втім, через знос фактична потужність станом на 2010-й скоротилась до 886 МВт.
У 2012-му став до ладу енергоефективний блок комбінованого парогазового циклу потужністю 478 МВт, в якому одна газова турбіна живить через котел-утилізатор одну парову турбіну, що мало дозволити вивести з експлуатації турбіни 1 та 2. Якщо раніше паливна ефективність турбін не перевищувала 33,4 %, то новий блок має показник на рівні 52,1 %.
У 2019-му став до ладу другий парогазовий блок потужністю 450 МВт, в якому одна газова турбіна потужністю 312 МВт живить через котел-утилізатор одну парову турбіну з показником 138 МВт. Це мало дозволити вивести з експлуатації блоки 3 та 8, так що загальна потужність станції повинна була дорівнювати 1817 МВт. Втім, наразі на сайті станції загальна потужність зазначена як 2068 МВт при фактичній 1650 МВт.
Станом на середину 2020-х ведеться будівництво третього парогазового блоку потужністю 600 МВт, запуск якого запланований на 2026 рік. Як і у двох попередніх блоках генеральним підрядником та постачальником основного обладнання виступає компанія Mitsubishi.
Як паливо станція використовує природний газ, що надходить по перемичках від газотранспортної системи Бухарський газоносний регіон — Ташкент та трубопроводу Мубарек – Навої. Всього до ТЕС виведена одна нитка діаметром 500 мм та дві нитки діаметром по 700 мм.
Для видалення продуктів згоряння споруджені численні труби:
- чотири висотою по 56 метрів для парових котлів 1—10;
- одна висотою 180 метрів для парових котлів 11 та 12;
- одна висотою 60 метрів для водогрійного котла;
- по одній висотою 60 метрів для кожного з двох парогазових блоків.
Водопостачання відбувається з річки Зеравшан, при цьому забір та скид води відбувається по каналах завдовжки 0,9 км та 0,7 км відповідно, що відносяться до системи Навбахорського гідровузла.
Видача продукції відбувається по ЛЕП, розрахованим на роботу під напругою 220 кВ.